# ژان پریور
ژان پریور یکی از برجسته‌ترین فلاسفه مکتب صوفی-روحانی فرانسوی در شکل معاصر آن.  عرفان ژان بروئر - نظری و عملی - با آموزه «روحانی»، یعنی با آموزه جهان روح (L’Esprit) از یک سو و جهان ارواح (Les esprits) از سوی دیگر پیوند تنگاتنگی دارد.
ژان پریور در جوانی تحت تأثیر افکار یکی از فیلسوفان بزرگ معنوی فرانسوی در نیمه اول قرن بیستم قرار گرفت: کشیش، فیلسوف و دیرینه شناس کاتولیک، پیر تیلارد دو شاردن (متوفی 1955). اهمیت اندیشه شاردن در آن زمان به ویژه بر این موارد متمرکز بود:
1) تلاش جدی او برای نزدیک کردن ایمان و علم به طور کلی.
2) کار او، به طور کلی، در همین زمینه، درباره دیدگاهی تکاملی از بعد معنوی در انسان (البته تحت تأثیر آثار داروین و داروینیست ها).
3) تلاش بزرگ او برای بازنگری در دیدگاه ساده انگارانه دوگانه در مورد رابطه ماده و روح. 

## آثار
```
Au Diapason du Ciel, Introduction de Jean Prieur, 1981, réimp. 1987 et 1994 (“messages” d’octobre 1946 au 23 septembre 1947); Qaund les sources chantent, 1978, réimp. 1986, 1994 (“messages” de septembre 1947 à décembre 1948); 
```

Au seuil du Royaume, Présentation de Jean Prieur, 1980, réimp. 1990 (messages de janvier 1949 à décembre 1953).